# Tratado de Taipei
Tratado de Paz Sino-Japonês (em chinês:  中日和平條約, em japonês:  日華平和条約), vulgarmente conhecido como Tratado de Taipei (chinês: 台北和約), foi um tratado de paz entre o Japão e República da China (Taiwan) assinado em Taipei em 28 de abril de 1952 e entrou em vigor em 5 de agosto do mesmo ano, marcando o fim formal da Segunda Guerra Sino-Japonesa (1937-1945). Este tratado foi necessário, porque nem a República da China nem a República Popular da China foram solicitados a assinar o Tratado de San Francisco devido as divergências por outros países sobre qual dos governos constituía o governo legítimo da China durante e depois da Guerra Civil Chinesa. Sob pressão dos Estados Unidos, o Japão assinou um tratado de paz em separado com a República da China para trazer a guerra entre os dois Estados a um fim formal com uma vitória para a República da China. Embora a própria República da China não fosse um dos participantes na Conferência de Paz de San Francisco, devido à retomada da Guerra Civil Chinesa depois de 1945, este tratado corresponde em grande parte ao de San Francisco.[carece de fontes?]
O Tratado de Taipei seria revogado pelo governo japonês em 29 de setembro de 1972.